# 체스터 FC
체스터 풋볼 클럽(Chester Football Club)은 잉글랜드 체셔주 체스터를 연고로 하는 세미 프로 축구 구단이다. 현재 내셔널리그 노스에 소속되어 있다.
과거 전신팀이었던 체스터 시티 FC(Chester City F.C.)가 2010년에 파산하면서 서포터즈들이 모여 현재의 팀을 창단했다. 첫 시즌에는 잉글랜드 축구 협회가 9부 리그인 노스 웨스트 카운티 리그로 배정하자 이에 항소했고, 항소가 받아들여지면서 8부 리그인 노던 프리미어리그 디비전 원 노스에 참가하게 되었다. 첫 시즌 우승 이후, 연달아 프리미어 디비전과 컨퍼런스 노스에서도 우승하며 5부 리그인 컨퍼런스 프리미어까지 승격했다. 체스터는 2017-18 시즌에 강등된 후 현재까지 내셔널리그 노스에 참가하고 있다.

## 경기장

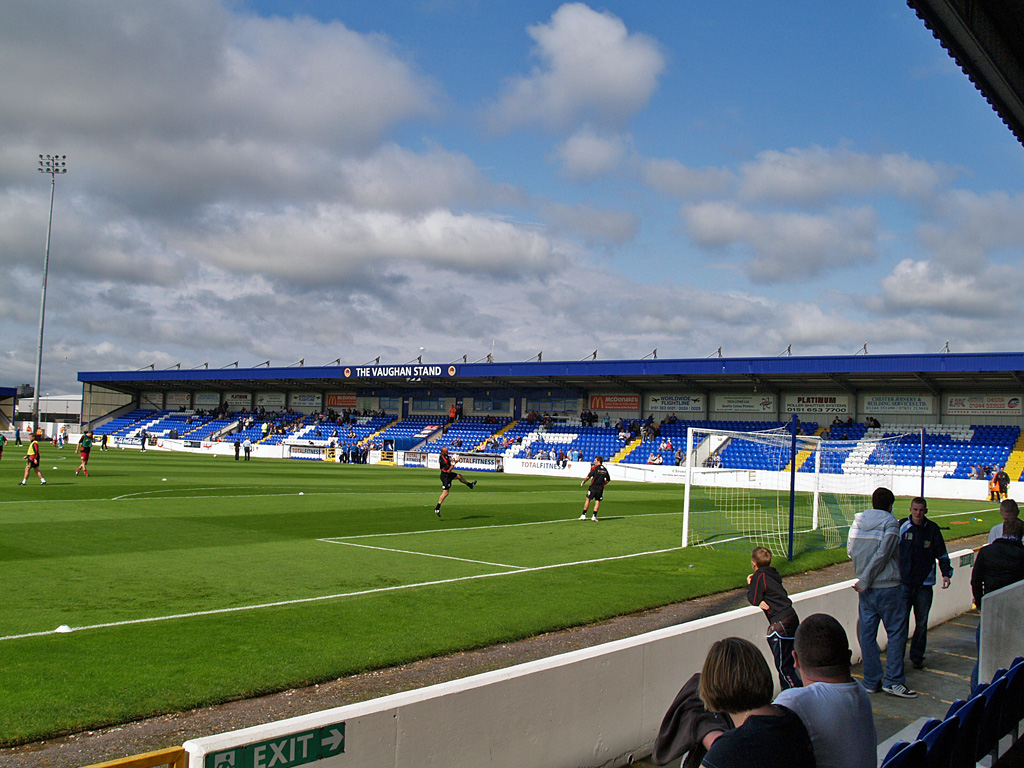
데바 스타디움의 모습

체스터 FC는 이전팀의 홈구장인 데바 스타디움에서 경기를 치르고 있다. 수용 인원은 6,500명이며 4,170석이 있다. 이 경기장은 체셔웨스트 체스터 의회에 의해 클럽이 임대하고 있다.
경기장은 실랜드 로드 산업단지에 위치해 있으며, 경기장 동쪽 스탠드(메인 스탠드) 뒤쪽으로 잉글랜드-웨일스 국경이 가로지른다. 이로 인해 경기장과 모든 관중석은 웨일스 플린트셔에 있고, 경기장 주차장, 정문, 일부 사무실은 잉글랜드에 있다. 이와 관련해 2022년 1월, 클럽은 웨일스에서 적용되는 코로나19 규정을 적용하지 않고 관중이 경기장에 입장할 수 있도록 허용했다는 이유로 노스웨일스 경찰과 플린트셔 의회로부터 법적 조치를 압박받았다. 2022년 1월 8일, 웨일스 정부는 경기장이 웨일스에 있으므로 웨일스의 코로나19 규제 대상이라고 밝히기도 했다.
2012년 4월 노스위치 빅토리아와의 리그 경기에서 5,009명이 입장해 가장 높은 관중 수를 기록했다.

## 라이벌
클럽의 최대 라이벌은 렉섬으로 두 클럽은 서로 19km정도 떨어져 있다. 또한 각각 잉글랜드, 웨일스의 팀으로 잉글랜드-웨일스 국경에 위치해 있어 두 팀간의 경기를 크로스보더 더비(Cross-border derby)로 부른다. 리그 대회에서 두 팀은 86회(체스터 시티가 파산된 후 10회) 만났다. 또한 체스터는 이전 클럽에 이어 트랜미어 로버스, 메이클즈필드 타운, 크루 알렉산드라, 슈루즈베리 타운 등 여러 라이벌 관계가 이어지고 있다. 창단 초기에는 복스홀 모터스, 위튼 알비언, 워링턴 타운, 낸트위치 타운, 노스위치 빅토리아 등 지역 클럽과 라이벌 관계를 형성했다. 체스터가 내셔널리그로 승격하는 과정에서 촐리, 사우스포트와도 소규모 라이벌 관계를 형성했다.

## 선수 명단

### 현역
참고: FIFA 자격 규정에 따라 소속된 국가대표팀 국기를 표시합니다. 선수는 복수의 FIFA 비회원국 국적을 가지고 있을 수 있습니다.
| 번호 | 포지션 | 국적     | 이름        |
| ---- | ------ | -------- | ----------- |
| 8    | MF     | 잉글랜드 | 조지 글렌던 |
| 10   | FW     | 웨일스   | 찰리 캐튼   |

| 번호 | 포지션 | 국적 | 이름 |
| ---- | ------ | ---- | ---- |

## 수상

### 리그
- 컨퍼런스 노스 (6부)
  - 우승: 2012–13
- 노던 프리미어리그 프리미어 디비전 (7부)
  - 우승: 2011–12
- 노던 프리미어리그 디비전 원 노스 (8부)
  - 우승: 2010–11

### 컵
- 체셔 시니어컵
  - 우승: 2012–13
- 피터 스웨일스 실드
  - 우승: 2012
- 브라이언 로맥스 서포터즈 다이렉트컵
  - 우승: 2011
- 서포터즈 다이렉트 실드
  - 우승: 2019